# Sm’Aesch Pfeffingen
Sm’Aesch Pfeffingen – żeński klub piłki siatkowej ze Szwajcarii. Swoją siedzibę ma w miejscowości Aesch.

## Sukcesy
Mistrzostwo Szwajcarii:
- 2016, 2017, 2018, 2019, 2022[1]
- 2021

Superpuchar Szwajcarii:
- 2020